# Funen
Funen (dansko Fyn [fyːʔn]) je otok v regiji Južna Danska (Syddanmark) na Danskem. Z 2985 km² je Funen tretji največji otok na Danskem za Zelandijo in Vendsyssel-Thy.

## Etimologija
V starih islandskih besedilih se je otok imenoval Fjón. Adam iz Bremna ga je imenoval Fune leta 1075. Leta 1231 se je imenoval Fyun, v latinščini Fionia in Feonia, nizki nemščini pa Vüne. Ko so Hansa Christiana Andersena vprašali, kaj pomeni fyn – kot se danes piše na Danskem –, je s poetično svobodo odgovoril: »fin«. To v nemščini pomeni v redu. Poleg te etimologije obstaja še ena. Po tem naj bi bil kralj Fin (Finn), ki naj bi dobro branil svojo državo.

## Zgodovina
Mezolitske naselbine Møllegabet I in II med otokom Funen in Ærø ter najdišče Tybrind vig zunaj Middelfarta so med najstarejšimi sledovi človeka na severu. 7000 let stare najdbe izvirajo iz kulture Ertebølle. Tu je bil najden najstarejši tloris koče skupaj s svojevrstnim pokopom v kanuju. Kultura lijakastih čaš je za seboj pustila zemeljska dela Sarup in številne megalitske komplekse Alléskov, Jordløse Højvang, Langdolmen Stenbjerggård, imenovan tudi Lindeskov ali Ellested in Pipstorn. Območje Gudme na jugovzhodu otoka je prineslo predvikinške najdbe trgovskega in močnega središča iz železne dobe. Iz nekoliko poznejšega obdobja je pomembno arheološko najdišče ladja iz Ladbyja.
Najstarejši dokument, ki opisuje prebivalce otoka, je iz leta 1085. Do leta 1300 našega štetja je v ohranjenih dokumentih mogoče zaslediti le približno desetino takrat obstoječih naselij. Do 15. stoletja je bilo v pisnih virih zabeleženih devet od desetih vasi. Šele v 16. stoletju je bila vsaka vas in vsako posestvo zapisano v knjigah.
Otok Funen lahko v bistvu razdelimo na tri cone:
- ravna notranjost
- velike gozdne površine
- obala

Najstarejša naselja so bila v bližini obale zaradi bogatih ribolovnih območij Baltskega morja. Od leta 1000 do 1300 n. št. se je število vasi na Funenu podvojilo. Zaradi ranljivosti obale (s strani Slovanov) pa so se številni naseljenci umaknili v varnejšo notranjost in tam ustanovili nova naselja - predvsem v gozdnatih predelih otoka. Na jugovzhodu pa so nastale tudi druge obalne vasi, ki so se zavarovale z utrdbami. Sem spadajo Nyborg z Magelundom ali Lykkesholmom, Svendborg z Ørkildom in Fåborg. Med letoma 1300 in 1450 našega štetja je prišlo do stagnacije oziroma opuščanja otoka in šele kasneje je sledil nov val poselitve ob obali, čemur je bil naklonjen gozdni pas slaba dva kilometra od južne obale. Na otočkih in rtih so nastala posebna ribiška naselja.
Funen do leta 1970 ni nikoli oblikoval upravne enote. Okoli leta 1500 je polovica od skoraj 7000 posestev na otoku pripadala aristokraciji, četrtina cerkvi, preostala četrtina pa danski kroni. Ko je bil leta 1816 bodoči kralj Kristijan VIII. odstavljen z norveškega prestola, ga je njegov bratranec kralj Friderik VI. imenoval za guvernerja Funena, kar je bil bolj častni naziv kot upravna funkcija. Funen, ki je bil od srednjega veka razdeljen na številna fevdalna okrožja, je v 20. stoletju sestavljala le urada Odense in Svendborg. Leta 1970 so bili združeni v Fyns Amt. Grb otoka so trije listi hmelja. Leta 2007 pa je bil Funen združen z regijo Južna Danska (Syddanmark).

### Vikinška doba
Leta 2018 so arheologi na najvišji točki v bližini mesta Kerteminde, znani kot Munkebo Bakke, našli izjemno veliko vikinško dvorano, ki je stara več kot 1000 let, približno iz let 825–1000. Po mnenju strokovnjakov iz muzeja Funen je ta vikinška dvorana večja od katere koli prej najdene na Funenu.
Galgedil je pokopališče iz vikinške dobe, ki je v severnem delu Funena. Izkopavanja na lokalnem najdišču so razkrila 54 grobov, ki vsebujejo 59 inhumacij in 2 žarna pokopa.

## Geografija
Funen leži med Malim in Velikim Beltom. Otok leži v središču Danske in je s 473.201 prebivalci (1. januar 2022) poleg Zelandije eno izmed središč v gospodarskem, prometnem in kulturnem smislu.
Severno od Funena so otoki Æbelø, Endelave in Samsø. Na vzhodu leži majhen otok Romsø, na jugu, skupaj s številnimi manjšimi otoki, so večji otoki Ærø, Tåsinge in Langeland. Na jugozahodu je otok Helnæs, na zahodu Bågø in Fænø.
Največje mesto na Funenu je Odense (tretje največje mesto na Danskem). Fjord Odense pokriva površino okoli 63 km². Najvišji hrib na otoku je Frøbjerg Bavnehøj z višino 131 metrov.
Funen je s Zelandijo, največjim otokom na Danskem, povezan z mostom Great Belt, po katerem vozijo vlaki in avtomobili. Most sestavljajo trije mostovi; nizki cestni in železniški mostovi povezujejo Funen z majhnim otokom Sprogø sredi Velikega Belta, dolg cestni viseči most (drugi najdaljši na svetu v času odprtja) pa Funen povezuje s preostankom poti do Zelandije, vzporedno z železniškim predorom.
Dva mosta povezujeta Funen z dansko celino, Jutlandijo. Most Stari most Little Belt je bil zgrajen v 1930-ih, malo pred drugo svetovno vojno, tako za avtomobile kot za vlake. Novi most Little Belt, viseči most, je bil zgrajen v 1970-ih in se uporablja samo za avtomobile.

### Administracija
Od leta 1970 do 2007 je Funen skupaj s sosednjimi otoki tvoril Fyns Amt s sedežem v Odenseju. Od takrat so Funen, južna tretjina Jutlandije in okoliški manjši otoki združeni v regijo Južna Danska.

### Prebivalstvo
Največje mesto na Funenu je Odense s 180.863 prebivalci. Druga pomembna mesta so Svendborg (27.300), Nyborg (17.525), Middelfart (16.277), Fåborg (6944) in Assens (6050).
- Svetilnik Enebærodde
- Cerkev svetega Knuda v Odenseju
- z otokom Mejlø v ozadju

## Kultura
Funen je bil rojstni kraj Hansa Christiana Andersena, skladatelja Carla Nielsena, ameriškega borca v vojni za neodvisnost Christiana Febigerja, pop pevca MØ-ja in mednarodnega nogometaša Christiana Eriksena.
Umetniško kolonijo Funen Painters so v Kertemindeju in Faaborgu začeli Johannes Larsen, Fritz Syberg in Peter Hansen in se kasneje nadaljevala kot središče v Møllebakkenu.
- Fritz Syberg:Børnene på Fyns Hoved (1905)
- Peter Hansen: Legende børn. Enghave plads (1908)